# Правители Великой Армении
Вели́кая Арме́ния — древнее армянское государство на территории Армянского нагорья существовавшее более 600 лет, начиная со 190 года до н. э. по 428 год н. э.
Правители Великой Армении

## Великая Армения

### Арташесиды(189 год до н. э.—1 год н. э.)

Флаг Арташесидов

Столица с 185 Арташат, в 77—69 Тигранакерт. Титул: тагавор (царь).
- 1. Арташес (Артаксий) I (царь 189—160, стратег (спарапет) с 201).
- 2. Артавазд I, сын (160—115).
- 3. Тигран I, брат (115—95).
- 4. Тигран II Великий, сын (95—55).
- 5. Артавазд II, сын (55—34, уб. 30)1
- 6. Александр, сын Марка Антония (34—33/2).
- 7. Арташес II, сын 5 (30—20)1
- 8. Тигран III, брат (20—8).
- 9. Тигран IV, сын (8—5) (2 до н. э.—1 н. э.).
  - Эрато, сестра (соправительница 10 до н. э.—10 н. э.).
- 10. Артавазд III, сын 7 (5—4 до н. э.)1
- 11. Артавазд (самозванец 1—2 н. э.)1
- 12. Ариобарзан, сын Артабаза, царя Атропатены (2—4 н. э.).
- 13. Артавазд IV, сын (4—6).
- 14. Тигран V, внук Ирода, царя Иудеи (6—10).
- 15. Вонон, царь Парфии (10—15)1
- 16. Ород, сын Артабана III, царя Парфии (15/6—18).
- 17. Арташес III (Зенон), сын Полемона, царя Понта (18—34).
- 18. Аршак I, брат 16 (34—35).
- 19. Митридат (Мирдат), брат Фарсмана I, царя Иверии (35—37)(47—51)1

37 − 47 парфянская оккупация.
- 20. Радамист (Храдамист), плем. (51—52)1

### Аршакиды (Аршакуни)(52—428)
Столица: Арташат, с ок. 200 Вагаршапат, с 338 Двин.

#### Цари Великой Армении

флаг Аршакуни

- 1. Тиридат (Трдат) I, брат Вологеза I, царя Парфии (52—60) (63—75/88).
- 2. Тигран VI (римский вассал 60—63).
- 3. Санатрук I (88—110).
- 4. Ашкадар (Аксидарес), сын Пакора II, царя Парфии (ок. 110—114).
- 5. Партамасир, брат (114—117).

114—116 римская оккупация (легат Луций Катилий Север).
- 6. Вагарш (Вологез) I, царь Парфии (117—144).
- 7. Сохем, внук 7 (римский вассал 144—161) (164—186).
- 8. Пакор (Бакур), царь Парфии (161—163).

163—166 римская оккупация.
- 9. Вагарш II (Вагаршак), сын Вологеза III (186—198).
- 10. Хосров (Хосрой), сын Вагарша II (198—217).
- 11. Тиридат II, сын Хосрова (217—252).
- 12. Артавазд V, сын Тиридата (252—272)

253—293 сасанидское завоевание.
- 13. Хосров (Хосрой) I, сын 12 (272—287)1
- 14. Тиридат III Великий, сын Хосрова I (298—330, претендент с 287)1
- 15. Хосров III Котак (Короткий), сын (330—338).
  - Санатрук (претендент 330—331)1
- 16. Тиран (Тигран), сын (338—350, уб. ок. 360)1
- 17. Аршак II, сын (350—368)1
- 18. Пап, сын (368—374)1
  - Парандзем, мать (рег. 367—369)1
- 19. Вараздат, кузен (374—378).
- 20. Аршак III, сын Папа (378—386)
- 21. Вахаршак, брат (378—386).
  - Зармандухт, мать (378—386)1
- 22. Хосров IV, сын 20 (385/386—388/389).

387 раздел между Ираном и Византией.

#### ЦариЗападной Армении
- 1. Аршак III, сын Папа (387—391, сопр. с 378).

391 византийская аннексия.

#### Цари Восточной Армении
- 1. Врамшапух, сын 20 (389—415).
- 2. Хосров IV, брат (415—416).
- 3. Шапур, сын Йездигерда I, царя Персии (416—419)1
- 4. Арташес IV (Ардашир), сын 1 (423—428)1

428 персидская аннексия.